# 1992-1997
1992-1997 er et bokssæt bestående af det norske black metal-projekt Burzums seks første album som specielt designede billed-lp'er udgivet af Hammerheart Records under licens fra Misanthropy Records, med nye illustrationer af Stephen O'Malley. Bokssættet indeholder også en plakat, og blev begrænset til 1000 eksemplarer.
Filosofem-lp'en indeholder ikke "Rundgang Um Die Transzendentale Säule Der
Singularität" da den var for lang til at kunne være på en enkelt lp.

## Indhold
- 1992: Burzum
- 1993: Aske
- 1993: Det Som Engang Var
- 1994: Hvis Lyset Tar Oss
- 1996: Filosofem
- 1997: Dauði Baldrs